# TV Rocinha
A TV Rocinha (TV ROC) é um canal comunitário que mistura serviços da televisão por assinatura e canal de televisão brasileiro. É de circulação restrita aos moradores da Favela da Rocinha, Rio de Janeiro. A TV ROC recebeu um prêmio da revista "ARede" e teve um projeto aprovado pela UNESCO para melhoria da qualidade da informação veiculada.

## História
Foi criado em 1996 com um contrato com a Net que possibilitou a criação de uma operadora de televisão por assinatura e de um canal comunitário.